# یوزناب
یوزناب یک روستا در ایران است که در دهستان خانندبیل غربی استان اردبیل، واقع شده‌است. یوزناب ۱۰۰ نفر جمعیت دارد.اردبیل از استان های سردسیر شمالی ایران است